# Marijana Martinjuk
Marijana Martinjuk (ur. 17 grudnia 1989) – serbska zapaśniczka walcząca w stylu wolnym. Brązowa medalistka mistrzostw śródziemnomorskich w 2011 roku.